# Palácio dos Duques de Feria
O Palácio dos Duques de Feria, também conhecido como Castelo de Zafra, é um edifício histórico da cidade de Zafra, província de Badajoz, comunidade autónoma da Estremadura, Espanha.
Foi declarado monumento histórico-artístico em 1931, e em 2021 estava classificado como Bem de Interesse Cultural na subcategoria de  "conjunto histórico-artístico". Começou a ser construído em 1437, foi restaurado no século XVI e em 1965, após um extenso período de decadência, foi convertido num Parador de Turismo (hotel). Nele se destacam a torre de menagem e um pátio renascentista.

## História
O castelo-palácio foi mandado construir por Lourenço II Suárez de Figueroa, senhor de Feria e de Zafra, que viria ser o primeiro conde de Feria. Lourenço instalou a sua residência em Zafra, que dotou duma muralha que rodeava toda a cidade, a qual tinha oito portas. Destas só se conservam duas: a do palácio, perto deste, e a de Jerez , sobre a qual há uma capela dedicada ao Cristo da Humildade.
O palácio foi erigido para ser uma residência senhorial sobre uma antiga fortaleza islâmica, da qual ainda existem alguns vestígios, nomeadamente no aspeto medieval do exterior. Tem planta retangular e tem um pátio com nove torreões. A entrada do alcácer situa-se intramuros e em frente a ela ficava a praça de armas, de traçado gótica e mudéjar. O aspeto visto de extramuros é feroz e solene.
A torre de menagem, com 24 metros de altura, ergue-se sobre as demais torres na parede oposta à fachada. A torre é ramatada por uma série de mata-cães muito bem conservados e o rodapé é decorado com pinturas que imitam azulejos góticos. A forma circular da torre é pouco frequente nas fortalezas espanholas. O portal é encimado pelas armas do conde de Feria e da sua esposa Maria Manuel de Vilhena.
No século XVI, Lourenço IV Suárez de Figueroa, 2.º duque de Feria (r. 1571–1606), vice-reis da Catalunha (r. 1596–1607) e vice-rei da Sicília (r. 1603–1607), reformou o palácio. Nessa altura foi construída a "Sala Dourada" e a capela e o pátio foram reconstruídos. À capela foi adicionado um artesoado mudéjar que cobre a abside e o antigo pátio de armas foi convertido num pátio de linhas renascentistas. Foi também construído um passadiço ligando a fortaleza à igreja conventual de Santa Marina, onde atualmente funciona um centro cultural. Não obstante as alterações, o edifício conservou grande parte da sua traça medeival.
Com o desaparecimento dos Suárez de Figueroa na primeira metade do século XVII, Zafra deixou de ser deixou de ser a sede do Ducado de Feria e o palácio entrou numa longa decadência, que só parou em 1965, quando foi transformado num hotel.